# Aphractia
Aphractia é um género de insecto pertencente à família Asilidae.
Espécies:
- Aphractia longicornis (Hermann, 1912)
- Aphractia rubida (Hermann, 1912)
- Aphractia vivax (Hermann, 1912)